# Thoracostrongylus
Thoracostrongylus (лат.) — род жуков-стафилинид из подсемейства Staphylininae (Staphylinini). Описано около 20 видов данного рода.

## Описание
Мелкие жуки с удлинённым телом, внешне напоминающие жуков рода Ontholestes. Thoracostrongylus можно легко отличить от онтолестесов по тупым передним углам переднеспинки, от Lesonthotes — по редкой, простой пунктировке передней части тела и резко выраженным вискам головы. Большинство видов Thoracostrongylus из Китая очень похожи друг на друга по внешнему виду. Распознавание некоторых видов осложняется ещё и тем, что окраска подвержена определенной степени изменчивости. Поэтому точная идентификация возможно лишь при исследовании гениталий самцов.

## Распространение
Представители рода встречаются в Юго-Восточной и Восточной Азии. Большинство видов (14 из 20) обнаружены в Китае.

## Систематика
Около 20 видов. Таксон Thoracostrongylus первоначально был установлен в 1915 году как подрод в составе рода Онтолестесы (Ontholestes Ganglbauer, 1895), а позже рассматривался как отдельный род (Blackwelder 1952)..
- Thoracostrongylus acerosus Yang, Zhou & Schillhammer, 2011[5]
  - =Thoracostrongylus baoxingensis Yang, Zhou & Schillhammer, 2011
- Thoracostrongylus aduncatus Yang, Zhou & Schillhammer, 2011
- Thoracostrongylus apicicornis Cameron, 1937
- Thoracostrongylus baishanzuensis Xia et al., 2022[1]
- Thoracostrongylus bicolor Xia et al., 2022[1]
- Thoracostrongylus birmanus (Fauvel, 1895)
  - =Leistotrophus birmanus Fauvel, 1895
- Thoracostrongylus brachypterus Xia et al., 2022[1]
- Thoracostrongylus chrysites Xia et al., 2022[1]
- Thoracostrongylus diaoluoensis Yang, Zhou & Schillhammer, 2011
- Thoracostrongylus formosanus Y.Shibata, 1982[6]
- Thoracostrongylus fujianensis Yang, Zhou & Schillhammer, 2011
- Thoracostrongylus javanus (Bernhauer, 1915)
  - =Ontholestes javanus Bernhauer, 1915
- Thoracostrongylus malaisei Scheerpeltz, 1965
- Thoracostrongylus miyakei Bernhauer, 1943
- Thoracostrongylus modiglianii  (Gridelli, 1924)
  - =Ontholestes modiglianii Gridelli, 1924
- Thoracostrongylus nepalicus (Coiffait, 1982)
  - =Parontholestes nepalicus Coiffait, 1982[7]
- Thoracostrongylus sarawakensis (Bernhauer, 1915)
- Thoracostrongylus sumatrensis (Gridelli, 1924)
  - =Ontholestes sumatrensis Gridelli, 1924
- Thoracostrongylus velutinus Scheerpeltz, 1965